# Rocchetta Palafea
Rocchetta Palafea är en ort och kommun i provinsen Asti i regionen Piemonte i Italien. Kommunen hade 346 invånare (2018).